# L'Empereur (golfclub)
L'Empereur is een Belgische golfclub in de buurt van Waterloo.
De 18 holesbaan heet L'Empereur, deze heeft 18 holes en een par van 72. De baan is flink glooiend en heeft een aantal grote bunkers. De oefenbaan heet La Hutte, deze heeft 9 holes en een par van 31. De banen zijn in 1989 aangelegd door Marcel Vercruyse.
Het clubhuis is in een verbouwde boerderij, die dateert uit de 18de eeuw.